# Эд-Дивания
Эд-Дивани́я (араб. الديوانية‎) — город в Ираке, административный центр мухафазы Кадисия.
По состоянию на 2011 год, население города составляло около 400 000 человек.

## Географическое положение
Расположен в междуречье Тигра и Евфрата, на реке Хилла (правый приток Евфрата), на высоте 16 м над уровнем моря.

## Климат
Город имеет горячий, засушливый климат.
| Показатель                    | Янв. | Фев. | Март | Апр. | Май | Июнь | Июль | Авг. | Сен. | Окт. | Нояб. | Дек. | Год  |
| ----------------------------- | ---- | ---- | ---- | ---- | --- | ---- | ---- | ---- | ---- | ---- | ----- | ---- | ---- |
| Средний суточный максимум, °C | 15   | 19   | 27   | 30   | 37  | 41   | 43   | 42   | 40   | 33   | 24    | 17   | 30,4 |
| Средний суточный минимум, °C  | 6    | 9    | 13   | 18   | 23  | 26   | 27   | 27   | 24   | 19   | 12    | 8    | 17,7 |
| Норма осадков, мм             | 23   | 15   | 20   | 18   | 8   | 0    | 0    | 0    | 0    | 3    | 13    | 20   | 120  |

## История
В 1965 году численность населения города составляла 60,6 тыс. человек, он являлся административным и торговым центром сельскохозяйственного района.
В ходе вторжения коалиционных сил в Ирак в начале апреля 2003 года начались бои за город. В дальнейшем, город был оккупирован войсками США и под контролем коалиционных сил началось создание местных органов власти и полиции.
Позднее в городе была размещена бригада «Плюс-Ультра» и здесь началось формирование подразделений новой иракской армии. В 2004 году здесь была создана 8-й дивизия иракской армии.

## Современное состояние
Является центром богатого сельскохозяйственного района, здесь выращивают зерновые (главным образом рис) и финики. В городе расположен завод по производству автомобильных шин, который раньше обеспечивал шинами большую часть Ирака.
Для орнитологов Эд-Дивания — город с богатой популяцией птиц.

## Транспорт
Город является узлом железных и шоссейных дорог, через него проходит железная дорога, соединяющая Багдад и Басру.